# فيلي ماير
فيلي ماير (بالألمانية: Willi Meier)‏ هو منافس ألعاب قوى ألماني، ولد في 13 أبريل 1907 في هيرتن في ألمانيا، وتوفي في 19 مارس 1979 في ميونخ في ألمانيا.

## وصلات خارجية
- فيلي ماير على موقع أوليمبيديا (الإنجليزية)